# 张小白
张小白（1982年12月19日—），原名张胜男。中国大陆著名漫画家，作品《向右向左》在第四届“日本國際漫畫赏”中获得「最優秀賞」。

## 生平
1982年12月19日，张小白出生在辽宁省鞍山市，毕业于中国人民大学徐悲鸿艺术学院。
2011年，日本外务省举办第四届“日本國際漫畫赏”，张小白凭借作品《向右向左》在全球39个国家的189件投稿作品中独占鳌头获得「最優秀賞 Gold Award」。授奖词说：“如今大部分漫画作品都耽溺于幻想，很少有人描画现实生活，尤其是当代人的内心世界，画面很温暖，故事很亲切，虽然故事发生在北京，但总让人感觉距离这样的生活很近，容易引起共鸣。”该作品是用法语著作，在比利时注册，并非中文，因为中国编辑“没有看懂”，而“法国编辑看懂了”。

## 作品一览
- 《你好》
- 《向右向左》[2]
- 《青花》
- 《动漫经典：张小白作品赏析》
- 《繁花如素：张小白的唯美插画世界》
- 《飛鳥與魚：张小白个人作品集》
- 《落花梦笔：张小白的时尚纹身插画艺术》

## 奖项荣誉
《你好》获得第五届中国漫画奖最佳短篇奖。
《向右向左》获得第四届“日本國際漫畫赏”「最優秀賞」。

## 外部連結
- 張小白 facebook
- 淘寶網 張小白
- 堆糖 張小白
- 张小白的唯美插画世界
- pinterest.com 張小白
- 张小白的新浪博客
- 张小白的新浪微博